# Possessed (album des Klezmatics)
Pour les articles homonymes, voir Possessed.
Albums de The Klezmatics
Jews With Horns The Well
Possessed est le quatrième album du groupe de musique klezmer, The Klezmatics, sorti le 4 avril 1997 sur le label Rounder/Umgd.

## Liste des titres
1. Shprayz Ikh Mir
2. Kolomeyke
3. Moroccan Game
4. An Undoing World
5. Mizmor Shir Lehanef (Reefer Song)
6. Shvarts Un Vays (Black and White)
7. Lomir Heybn Dem Bekher
8. Sirba Matey Matey
9. Mipney Ma
10. Beggars' Dance
11. Shnaps-Nign
12. Interlude
13. Dybbuk Shers
14. Fradde's Song
15. Der Shvartser Mi Adir
16. Hinokh Yafo
17. Mipney Ma
18. Eyn Mol